# Sainte-Blandine (Isère)
Sainte-Blandine é uma comuna francesa na região administrativa de Auvérnia-Ródano-Alpes, no departamento de Isère. Estende-se por uma área de 9,21 km². Em 2010 a comuna tinha 996 habitantes (densidade: 108,1 hab./km²).